# Psara ferruginalis
Psara ferruginalis is een vlinder uit de familie van de grasmotten (Crambidae), uit de onderfamilie van de Spilomelinae. De wetenschappelijke naam van deze soort is voor het eerst gepubliceerd in 1880 door Max Saalmüller.

## Verspreiding
De soort komt voor in Madagaskar en Réunion.

## Waardplanten
In Réunion is geconstateerd dat de rups leeft op Stenotaphrum dimidiatum (Poaceae).